# I Can't Reach You
Pistes de The Who Sell Out
I Can See for Miles Medac
I Can't Reach You est une chanson du groupe britannique The Who, parue sur l'album The Who Sell Out à la huitième piste, en 1967 en musique.

## Caractéristiques
Cette chanson semble parler de la complainte d'une personne âgée se comparant à un être beaucoup plus jeune (Your hair is golden, mine is gray, « tes cheveux sont blonds, les miens sont gris »). Cependant, le refrain peut laisser penser qu'il s'agit plus que d'un conflit de générations, mais du début d'une quête spirituelle. Pete Townshend, guitariste des Who, parle de cette chanson en ces termes:
« C'est l'une des premières chansons que j'ai écrites au piano, mais malgré sa simplicité (causée par mon incapacité à jouer!), les accords que j'ai découverts me plaisent toujours et je les utilise encore. Je pense que Pure and Easy possède des accords similaires. C'est facile de sembler intelligent en parlant du passé, mais depuis que j'ai rendu public le fait que Meher Baba est considéré comme l'Avatar (le Messie) par ses disciples, et que j'ai entendu parler de lui en 1967 (peu après avoir écrit cette chanson), je peux dire sans prétentions que je cherchais quelqu'un. »
De fait, les accords au piano sont assez simples. Les guitares sont placées en arrière-plan. Keith Moon effectue une ligne de batterie excentrique et inattendue, avec de nombreux coups de cymbales. Pete Townshend est au chant principal. On peut voir des influences classiques dans les parties vocales. 
La chanson a été enregistrée autour du 5 juillet 1967 à Londres.